# Liodrosophila ceylonica
Liodrosophila ceylonica är en tvåvingeart som beskrevs av Toyohi Okada 1974. Liodrosophila ceylonica ingår i släktet Liodrosophila och familjen daggflugor. Inga underarter finns listade i Catalogue of Life.